# Woodstown (New Jersey)
Pour l’article homonyme, voir Woodstown.
Woodstown est un borough situé dans le comté de Salem, dans l'État du New Jersey, aux États-Unis.
Sa population s’élevait à 3 678 habitants selon le recensement de 2020.

## Géographie

### Localisation
Woodstown se situe à vol d'oiseau à 36 km de Philadelphie, en Pennsylvanie ; et à 21 km de Wilmington, dans le Delaware, les deux plus grandes villes à proximité.
La localité est entièrement enclavée par le township de Pilesgrove.

### Géologie et relief
La superficie de la localité est de 420 hectares ; son point culminant est situé à 15 mètres.

## Urbanisme

### Voies de communication et transports

#### Voies de communication
Woodstown est situé sur la route fédérale 40, surnommée Main Street of America, ainsi que la route du New Jersey 45.

#### Transports
La ligne 468 du réseau de bus de New Jersey Transit dessert la localité, qui est en correspondance avec la ligne 401 reliant Philadelphie à Salem.
La gare ferroviaire la plus proche est la gare de Wilmington. Woodstown est traversée par une ligne ferroviaire uniquement utilisée par des trains de marchandise, l'embranchement de Salem du Southern Railroad of New Jersey. En 2028, la gare la plus proche devrait devenir celle de Glassboro (en), dans la ville homonyme, sur la ligne Glassboro–Camden (en) à proximité de l'université Rowan.
L'aéroport le plus proche de Woodstown est l'aéroport international de Philadelphie.

## Population et société

### Démographie
| Recensement | Population |
| ----------- | ---------- |
| 1860        | 1 039      |
| 1870        | 1 914      |
| 1890        | 1 516      |
| 1900        | 1 371      |
| 1910        | 1 613      |
| 1990        | 3 154      |
| 2000        | 3 136      |
| 2010        | 3 505      |
| 2020        | 3 678      |

### Enseignement

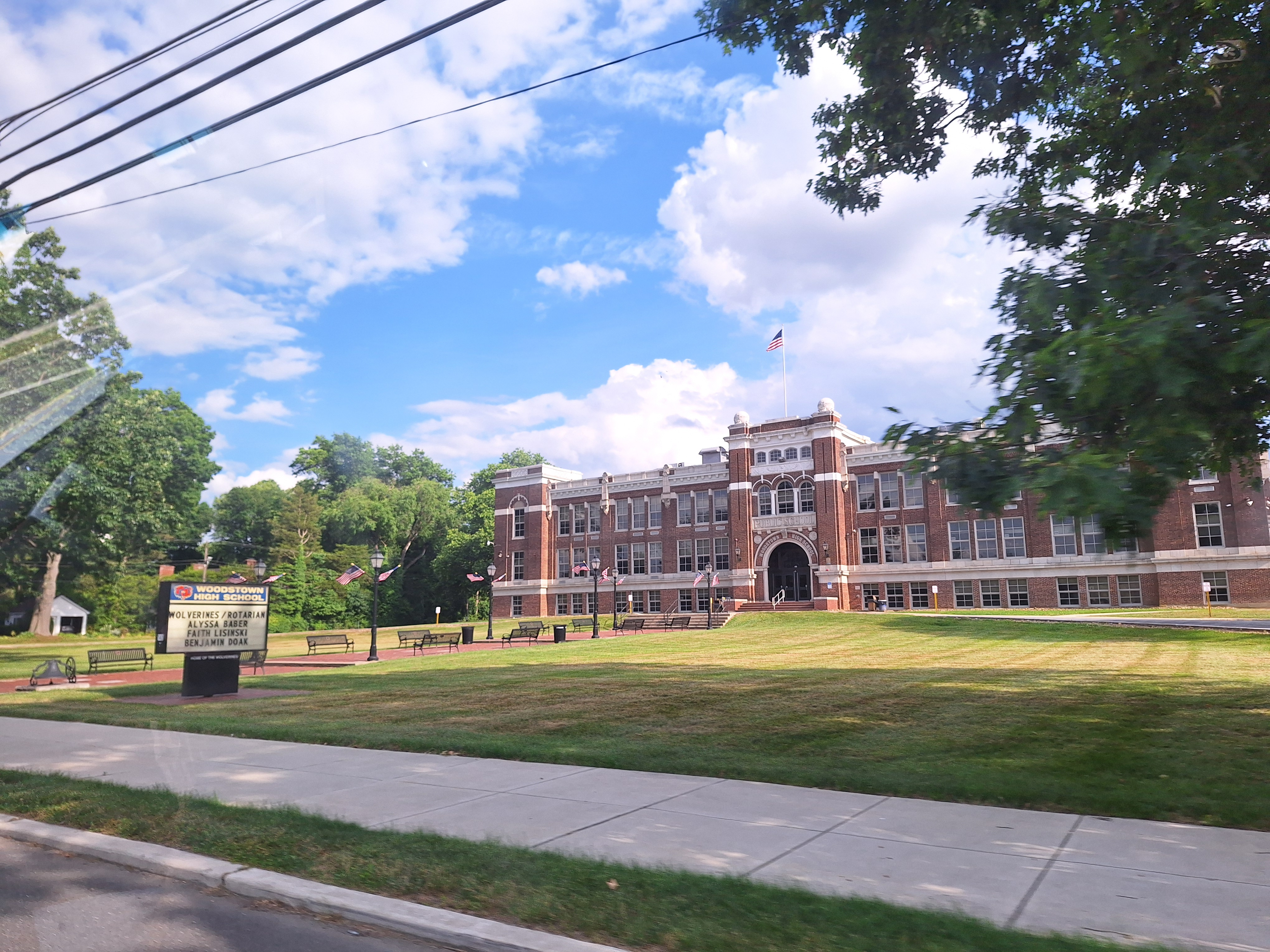
Le lycée de Woodstown.

- École élementaire de Woodstown-Pilesgrove
- Lycée de Woodstown (Woodstown High School (en)), et collège (Woodstown Middle School) accolé.